# 日本音楽著作家連合
日本音楽著作家連合（にほんおんがくちょさくかれんごう、The Song Writers Union of Japan）は、作詩家・作曲家・編曲家の団体。略称「SUJA」。

## 歴代会長
- 藤田まさと（1973年 - 1982年）
- 星野哲郎（1982年 - 2001年）
- 松井由利夫[1]（2001年 - 2007年）
- 志賀大介（2007年 - 2016年）
- 四方章人（2016年 - 2023年）
- 幸耕平（2023年 - ）

## 沿革
- 1973年5月、設立。会長：藤田まさと、副会長：宮田東峰、理事長：藤間哲郎、事務局長：野本高平
- 1973年7月、赤坂に事務所開設、会報創刊
- 1975年7月、藤田まさと会長講師に音楽出版社協会ビジネスセミナーを開催
- 1977年6月、第６回「東京音楽祭世界大会」開催に協力
- 1979年1月、役員改選。副会長：古関裕而、理事長兼事務局長：松井由利夫
- 1981年1月、「なかまの歌」創刊
- 1981年8月、役員改選。理事長：松井由利夫、事務局長：志賀大介
- 1982年8月、役員新体制。会長：星野哲郎、副会長：松井由利夫、理事長：村沢良介、事務局長：志賀大介
- 1982年9月、事務所を新宿神谷ビルに移転
- 1983年11月、「商用レコードの公衆への貸与に関する著作者等の権利に関する法律案」が衆議院を通過、参議院で承認された
- 1983年10月、事務所を新宿四谷フランセビルに移転
- 1984年12月、藤田まさと賞制定（記念パーティー開催）
- 1985年5月、第１回藤田まさと賞決定（※以降、受賞作品欄にて掲載参照）
- 1986年4月、日本音楽作家団体協議会設立に参加
- 1986年5月、藤田まさと記念新作歌謡詩コンクール制定第１回新人作詩賞発表
- 1987年6月、会報・No40号発行
- 1988年2月、分科委員会合同会議開催
- 1994年1月、創立20周年記念・新年懇親会開催
- 1998年11月、「なかまの歌」No50号発行
- 2000年6月、日本音楽著作家団体協議会（FCA）に役員として村沢良介、星野哲郎、志賀大介、松井由利夫就任
- 2001年4月、第1４回新作歌謡詩コンクール受賞作品を原盤制作第１号として決定し、日本クラウンより発売
- 2001年12月、星野哲郎JASRAC会長就任に伴ない勇退、松井由利夫を第3代会長に就任
- 2003年5月、松井由利夫会長・日本音楽作家団体協議会(FCA)会長に就任
- 2004年11月、会報No90号発行
- 2005年7月、「なかまの歌」No70号発行
- 2006年4月、日本音楽作家団体協議会常任理事に志賀大介、理事に四方章人 就任
- 2007年4月、役員新体制。会長：志賀大介、副会長：弦哲也、理事長兼事務局長：野本高平、副理事長：四方章人
- 2007年10月、野本高平急死に伴ない、理事長：四方章人、副理事長：聖川湧、事務局長：雅木しげる 就任
- 2008年2月、会報100号発行
- 2008年6月、FCA（日本音楽作家団体協議会）副会長：志賀大介 就任
- 2008年10月、日本音楽著作家連合創立35周年記念・藤田まさと生誕100年記念誌「みちのり」発行
- 2009年8月、第23回藤田まさと記念・新作歌謡詩コンクールグランプリ作品がオリコン演歌チャート及びUSEN3位にランクイン
- 2010年6月、顧問・相談役会開催
- 2010年9月、ホームページ委員会発足
- 2010年12月、日本音楽著作家連合公式ホームページ公開
- 2011年8月、「東日本大震災」の被災者に日本赤十字社を通じて義援金を送る
- 2012年5月、FCA（日本音楽作家団体協議会）会長に志賀大介 就任
- 2013年5月、日本音楽著作家連合創立40周年・記念随筆集「百華百文」発行
- 2016年1月、事務局次長 筑紫みなも氏が退任。小川ゆき氏 就任
- 2016年5月、役員新体制　会長：四方章人、副会長：聖川湧、理事長：幸耕平、副理事長：坂口照幸、鈴木紀代氏ら四役五名が就任。新たに名誉会長：志賀大介氏、筆頭相談役：弦哲也氏就任
- 2016年10月、新役員体制に伴い、ホームページリニューアル更新。雅木しげる事務局長が勇退し、高橋直人理事が新事務局長に就任
- 2018年6月、創立45周年記念に会章(バッジ)の制作
- 2022年5月、事務所をサントピア四谷に移転（メトロ：四谷三丁目)
- 2023年1月、創立50周年記念新年懇親会開催(記念品：電波時計)
- 2023年5月、役員新体制。会長：幸　耕平、理事長：大谷明裕、副理事長：さいとう大三、かず翼、筆頭顧問：四方章人、筆頭相談役：弦　哲也
- 2025年3月、会員限定の新企画、第1回「作詩・作曲」プロモーション企画始まる

## 藤田まさと賞
<目的>
昭和の半世紀にわたって日本人の「心」を歌い続け、歌謡史に業績を残した作詞家・藤田まさとの名を後世に伝え、大衆歌謡の発展と日本の歌謡界の繁栄に寄与すること。
<選考要領>
優れた「詩」であることが最大のポイントであり、詩の心を体した作曲、歌の心を掴んだ歌唱、作品の心を巧みに表現した編曲等、これら総合の成果を評価する。
説明
設立当初は「そんなものいらない」と辞退する歌手もおり、会長の星野哲郎が直々に「受けていただけますか」と電話を掛けていた。
藤田まさと賞・歴代受賞作品
| 受賞年度 | 曲名             | 歌唱者       | 作詩         | 作曲       | 編曲       | 制作                   |
| -------- | ---------------- | ------------ | ------------ | ---------- | ---------- | ---------------------- |
| 昭和59年 | 祝い船           | 門脇陸男     | 千葉幸雄     | 中村典正   | 植原路雄   | クラウンレコード       |
| 昭和60年 | 演歌みち         | 松原のぶえ   | 吉岡治       | 岡千秋     | 佐伯亮     | 日本コロムビア         |
| 昭和61年 | 命くれない       | 瀬川瑛子     | 吉岡治       | 北原じゅん | 馬場良     | クラウンレコード       |
| 昭和62年 | 雪椿             | 小林幸子     | 星野哲郎     | 遠藤実     | 斉藤恒夫   | ワーナーパイオニア     |
| 昭和63年 | 紅とんぼ         | ちあきなおみ | 吉田旺       | 船村徹     | 南郷達也   | テイチク               |
| 平成元年 | 友禅流し         | 牧村三枝子   | 水木かおる   | 乙田修三   | 斉藤恒夫   | トーラスレコード       |
| 平成２年 | しぐれ川         | 山川豊       | 吉田旺       | 徳久広司   | 馬場良     | 東芝ＥＭＩ             |
| 平成３年 | 火の国の女       | 坂本冬美     | たかたかし   | 猪俣公章   | 京建輔     | 東芝ＥＭＩ             |
| 平成４年 | 雪の舟           | 島津悦子     | 松井由利夫   | 伊藤雪彦   | 南郷達也   | キングレコード         |
| 平成５年 | 恋ものがたり     | 大月みやこ   | 池田充男     | 大沢浄二   | 丸山雅仁   | キングレコード         |
| 平成10年 | 人生しみじみ…    | 天童よしみ   | 仁井谷俊也   | 曽根幸明   | 若草恵     | テイチク               |
| 平成11年 | 梅川             | 島津亜矢     | さとの深花   | 村沢良介   | 池多孝春   | テイチク               |
| 平成12年 | 箱根八里の半次郎 | 氷川きよし   | 松井由利夫   | 水森英夫   | 伊戸のりお | 日本コロムビア         |
| 平成13年 | 赤いエプロン     | 中村美律子   | 星野哲郎     | 船村徹     | 蔦将包     | 東芝ＥＭＩ             |
| 平成14年 | はぐれコキリコ   | 成世昌平     | もず唱平     | 聖川湧     | 前田俊明   | 日本クラウン           |
| 平成15年 | 春蝉             | 小林幸子     | 星野哲郎     | 遠藤実     | 前田俊明   | コロムビアミュージック |
| 平成17年 | 手毬花           | かつき奈々   | 志賀大介     | 弦哲也     | 前田俊明   | テイチク               |
| 平成18年 | 最北航路         | 香西かおり   | 池田充男     | あらい玉英 | 佐伯亮     | セントラルミュージック |
| 特別賞   | 流れて津軽       | 島津亜矢     | 松井由利夫   | チコ早苗   | 南郷達也   | テイチク               |
| 平成19年 | ふたりの旅栞     | 神野美伽     | 荒木とよひさ | 岡千秋     | 南郷達也   | キングレコード         |
| 平成20年 | 望郷ひとり泣き   | 長山洋子     | 鈴木紀代     | 西つよし   | 伊戸のりお | ビクター               |
| 平成21年 | 黄昏Love again   | 秋元順子     | 花岡優平     | 花岡優平   | 若草恵     | キングレコード         |
| 平成22年 | はぐれ舟         | 大川栄策     | 志賀大介     | 伊藤雪彦   | 石倉重信   | 日本コロムビア         |
| 平成23年 | 白川郷           | 香田晋       | たかたかし   | 四方章人   | 南郷達也   | キングレコード         |
| 平成24年 | 松山しぐれ       | 城之内早苗   | 喜多條忠     | 弦哲也     | 前田俊明   | テイチク               |
| 平成25年 | 秋月の女         | 原田悠里     | 仁井谷俊也   | 伊藤雪彦   | 前田俊明   | キングレコード         |
| 特別賞   | 南部蝉しぐれ     | 福田こうへい | 久仁京介     | 四方章人   | 前田俊明   | キングレコード         |
| 平成26年 | 人生一勝二敗     | 三門忠司     | 志賀大介     | 岡千秋     | 南郷達也   | テイチク               |
| 特別賞   | あやめ雨情       | 三山ひろし   | 仁井谷俊也   | 中村典正   | 前田俊明   | 日本クラウン           |
| 平成27年 | 命咲かせて       | 市川由紀乃   | 石原信一     | 幸耕平     | 丸山雅仁   | キングレコード         |
| 平成28年 | 越後水原         | 水森かおり   | 伊藤薫       | 弦哲也     | 前田俊明   | 徳間ジャパン           |
| 平成29年 | 心化粧           | 田川寿美     | さいとう大三 | 幸耕平     | 前田俊明   | 日本コロムビア         |
| 平成30年 | さらせ冬の嵐     | 山内惠介     | 松井五郎     | 水森英夫   | 馬飼野俊一 | ビクター               |
| 令和元年 | 望郷山河         | 三山ひろし   | 喜多條忠     | 中村典正   | 石倉重信   | 日本クラウン           |
| 令和4年  | 残雪             | 石川さゆり   | 加藤登紀子   | 加藤登紀子 | 斎藤ネコ   | テイチク               |
| 令和5年  | こころ万華鏡     | 山内惠介     | 松井五郎     | 村松崇継   | 村松崇継   | ビクター               |
| 令和6年  | 庄内しぐれ酒     | 福田こうへい | 荒木とよひさ | 徳久広司   | 南郷達也   | キングレコード         |

## 藤田まさと記念・新作歌謡作品コンクール
〈目的〉
日本音楽著作家連合の初代会長・藤田まさと先生の業績を称えて、新しい作品の開発と著作家の育成を目的として設けられた。
〈選考要領〉
まずは「作詩」を会員および一般に公募。応募作品は選考委員会により一次審査を経て最終選考され、入賞作品を「課題詩」とし、作曲募集を行う。ここで応募された楽曲が一次選考され、制作レコード会社の担当者による最終選考に進む。最終的に選ばれた楽曲が作品化される。
発売された受賞作品
《※授賞後、発売になった作品のみ掲載。》
| 回       | 年度 | 作品名                   | 作詩             | 作曲         | 補作       | 歌唱           | 制作             |
| -------- | ---- | ------------------------ | ---------------- | ------------ | ---------- | -------------- | ---------------- |
| 第1回    | 1985 | 花板                     | 淡路しのぶ       | 猪俣公章     |            | 岬 英二        | クラウン 東芝EMI |
| 第1回    | 1985 | 花板                     | 淡路しのぶ       | 猪俣公章     | 大船わたる |                | クラウン 東芝EMI |
| 第1回    | 1985 | 津軽さ来やれ             | さとの深花       | 四方章人     | 里村龍一   | 門脇陸男       | クラウン         |
| 第1回    | 1985 | 嘉穂劇場                 | 田村和男         | 四方章人     |            | 門脇陸男       | クラウン         |
| 第1回    | 1985 | 琥珀の技                 | 安藤睦夫         | 安藤睦夫     |            | 木原たけし     | クラウン         |
| 第2回    | 1986 | 夫婦劇場                 | 小川比登美       | 宮野晃一     | 松井由利夫 | 芝一則         | キング           |
| 第2回    | 1986 | 夫婦劇場                 | 小川比登美       | 宮野晃一     | 松井由利夫 | 松平康子       | キング           |
| 第3回    | 1987 | 炭焼仙造                 | 橋本まさる       | チコ早苗     |            | 立木さおり     | リバスター音産   |
| 第4回    | 1988 | 能登はいらんかいね       | 岸元克己         | 猪俣公章     |            | 坂本冬美       | 東芝EMI          |
| 第5回    | 1989 | 女人高野                 | 浅沼久美子       | チコ早苗     |            | 河内りえ       | ビクター         |
| 第6回    | 1990 | お梶                     | 吉田博司         | 村沢良介     | 村沢良介   | 島津亜矢       | テイチク         |
| 第7回    | 1991 | 湯島の女坂               | 森田青村         | 木村いさお   |            | 斉藤みずき     | コロムビア       |
| 第9回    | 1993 | 吐息川                   | 土田有紀         | 鈴木英明     |            | 会田久美子     | キング           |
| 第12回   | 1997 | 隅田川筋・橋めぐり       | つるぎまさる     | 村沢良介     |            | 天童よしみ     | テイチク         |
| 第14回   | 1999 | 黒髪                     | 小原 啓          | 沢しげと     | 志賀大介   | 松永ひとみ     | クラウン         |
| 第16回   | 2001 | 別れて大和路             | 紺野あずさ       | 嶋 六助      |            | 美貴じゅん子   | テイチク         |
| 第16回   | 2001 | 姫折鶴                   | 有 美子          | 村沢良介     |            | 美貴じゅん子   | テイチク         |
| 第17回   | 2002 | おわら風ごころ           | 藤岡和子         | 四方章人     | 野本高平   | 三笠優子       | キング           |
| 第17回   | 2002 | どっこい演歌は生きている | 高塚和美         | 四方章人     | 志賀大介   | 三笠優子       | キング           |
| 第18回   | 2003 | 母さんの秋               | 篠原代昭         | 富田梓仁     | 志賀大介   | 尾鷲義仁       | クラウン         |
| 第18回   | 2003 | 貝殻情話                 | 塚口けんじ       | 富田梓仁     | 野本高平   | 尾鷲義仁       | クラウン         |
| 第19回   | 2004 | 叩き三味線               | 冬堂六花         | 岡 千秋      | 志賀大介   | 加納ひろし     | 徳間ジャパン     |
| 第19回   | 2004 | 越冬海峡                 | 長山たかのり     | 岡 千秋      | 志賀大介   | 加納ひろし     | 徳間ジャパン     |
| 第20回   | 2005 | わすれ傘                 | 有 美子          | 藤田たかし   |            | 佳山明生       | 徳間ジャパン     |
| 第20回   | 2005 | それが女というものよ     | 永田恵秋         | 岩上峰山     |            | 佳山明生       | 徳間ジャパン     |
| 第21回   | 2006 | 裸の月                   | 大谷富雄         | 山田ゆうすけ |            | 竜小太郎       | 徳間ジャパン     |
| 第21回   | 2006 | 酒ごよみ                 | 永田悦雄         | サトウ進一   |            | 竜小太郎       | 徳間ジャパン     |
| 第22回   | 2007 | 残月はぐれ節             | 麻木夢子         | 榊 薫人      |            | 水沢明美       | クラウン         |
| 第22回   | 2007 | ひきしお橋               | 安田福美         | 大山高輝     |            | 水沢明美       | クラウン         |
| 第23回   | 2008 | 小夜しぐれ               | みやび恵         | 神島万瑳緒   |            | 千葉一夫       | キング           |
| 第23回   | 2008 | まさと節                 | 今枝のりお       | 榊 薫人      |            | 千葉一夫       | キング           |
| 第24回   | 2009 | 月よあんたも淋しいの     | 氏原一郎         | 白川雄三     |            | 小沢亜貴子     | コロムビア       |
| 第24回   | 2009 | 素顔                     | 保岡直樹         | 福井康彦     |            | 小沢亜貴子     | コロムビア       |
| 特別企画 | 〃   | ふるさと赤とんぼ         | 佐野源左衛門一文 | 京極あきら   |            | キム・ヨンジャ | クラウン         |
| 第25回   | 2010 | 名瀬の恋風               | せとさだし       | 井上たけし   |            | 野中彩央里     | 徳間ジャパン     |
| 第25回   | 2010 | 瀬戸の夕凪               | 垣見幸伸         | 武野 良      |            | 野中彩央里     | 徳間ジャパン     |
| 第26回   | 2011 | おばちゃん暖簾           | 岡 りょう        | 石田光輝     |            | 京山幸枝若     | テイチク         |
| 第26回   | 2011 | あたりめ人生             | 夜美まこと       | 段 匠        |            | 京山幸枝若     | テイチク         |
| 第27回   | 2012 | 名も無い道               | 小宮正人         | 三好和幸     |            | 井上由美子     | キング           |
| 第27回   | 2012 | 恋日和                   | 山城さくら       | 神島万瑳緒   |            | 井上由美子     | キング           |
| 第28回   | 2013 | 忍野八海わかれ旅         | まんだあつこ     | 藤田たかし   |            | 西方裕之       | キング           |
| 第28回   | 2013 | 高瀬川                   | たちばなじろう   | みちあゆむ   |            | 西方裕之       | キング           |
| 第29回   | 2014 | まっとう人生             | 城山正志         | 村田耕一     |            | 祭 小春        | コロムビア       |
| 第29回   | 2014 | 居酒屋「あやめ」         | おおた 良        | 藤田たかし   |            | 祭 小春        | コロムビア       |
| 第30回   | 2015 | 冬酒場                   | 泊 大輝          | 山本 陣      |            | 秋岡秀治       | クラウン         |
| 第30回   | 2015 | よさ恋夫婦ぶし           | 宮代よしはる     | 大坂貞峯     |            | 秋岡秀治       | クラウン         |
| 第31回   | 2016 | 港の雨は女の涙           | 古川悦子         | 村田耕一     |            | みずき舞       | テイチク         |
| 第31回   | 2016 | ほろ酔いホタル           | 岬坊真明         | 山口正光     |            | みずき舞       | テイチク         |
| 第32回   | 2017 | ぼたん雪                 | 一葉よう子       | 村田耕一     |            | 西方裕之       | キング           |
| 第32回   | 2017 | なさけ雨                 | 佐倉 咲          | みちあゆむ   |            | 西方裕之       | キング           |
| 第33回   | 2018 | 悲しい女になりきって     | 髙久茂男         | 松宮有里     |            | 大石まどか     | コロムビア       |
| 第33回   | 2018 | 酔舟ひとり               | 田中由美子       | 小橋浩司     |            | 大石まどか     | コロムビア       |
| 第34回   | 2019 | 二人羽織                 | 遙 北斗          | 山口正光     |            | 瀬川瑛子       | クラウン         |
| 第34回   | 2019 | 父娘酒                   | 落合博章         | 藤田たかし   |            | 瀬川瑛子       | クラウン         |
| 第35回   | 2020 | 花○あげる                | 長山たかのり     | 藤田たかし   |            | 松原のぶえ     | 徳間ジャパン     |
| 第35回   | 2020 | つゆのあとさき           | 有賀とおる       | 辻 宏樹      |            | 松原のぶえ     | 徳間ジャパン     |
| 第36回   | 2021 | 夫婦してます             | たにはら伸       | 石田光輝     |            | 冠 二郎        | コロムビア       |
| 第36回   | 2021 | 雪の宿                   | 愛田たかし       | 佐田みさき   |            | 冠 二郎        | コロムビア       |
| 第37回   | 2022 | 春蝉                     | 助田ひさお       | 八角さとし   |            | 岩本 公水      | キング           |
| 第37回   | 2022 | 朱鷺色の夢               | 結城れい子       | 堀部光彦     |            | 岩本 公水      | キング           |
| 第38回   | 2023 | 海を渡る蝶               | 結木 瞳          | 大村友希     |            | キム・ヨンジャ | クラウン         |
| 第38回   | 2023 | 流氷えとらんぜ           | 藍川由那         | 愛田幾也     |            | キム・ヨンジャ | クラウン         |
| 第39回   | 2024 | 愛になるふたり           | いのうえ佳世     | 江口隆法     |            | 松原健之       | テイチク         |
| 第39回   | 2024 | 時にはあなたの…          | 城山正志         | 西尾澄気     |            | 松原健之       | テイチク         |